# Moviment estudiantil mexicà de 1968
El gran moviment estudiantil mexicà de 1968 esclatà a la Ciutat de Mèxic el 26 de juliol de 1968, dos mesos i escaig després del maig francès. Fou una molt gran mobilització -nombrosa, activa i perllongada-, com mai s'havia vist al país, malgrat que, al llarg de tot el segle xx, els moviments estudiantils hi han estat importants i freqüents.

## Antecedents immediats
El moviment del 68 s'encetà amb uns aldarulls, aparentment sense importància, el 23 de juliol, entre els alumnes de dues escoles de batxillerat superior localitzades a la Plaça de Ciutadella, prop del Centre històric de la Ciutat.
La policia antiavalots (granaderos) hi intervingué de manera brutal i del tot desproporcionada, amb el pretext de separar els dos bàndols. El resultat fou que els estudiants de les dues escoles s'uniren per rebutjar la policia. Els enfrontaments amb els cossos de l'ordre continuaren l'endemà i els alumnes d'algunes altres escoles de batxillerat del Centre de la Ciutat s'hi afegiren. Es parlà ja dels primers estudiants morts. Finalment, la FNET (Federación Nacional de Estudiantes Técnicos), malgrat ser una organització descaradament pro-governista, dirigida pel Chayo Cebreros, i per a sorpresa de molts, convoca a una gran manifestació de protesta en contra de la brutalitat policíaca, pel divendres 26 de juliol.

### La provocació
Aquell dia, però, se celebrava com cada any, a Mèxic, la tradicional manifestació en suport de la revolució cubana, organitzada pels comunistes. Els dos trajectes previstos no es trobaven. En un moment donat, però, la manifestació de la FNET, obeint consignes probablement de provocadors, va desviar el seu curs i es va dirigir cap al centre, on es toparia obligatòriament amb la dels grups esquerrans en suport de Cuba. La intenció semblava ser la de propiciar l'enfrontament entre els dos contingents. Gràcies a l'habilitat i a la sang freda dels líders presents, això no va succeir. I les dues concentracions es van fondre en una de sola, en suport de Cuba i contra la brutalitat de la policia.
El míting final es desenvolupava amb tranquil·litat, però novament els provocadors, a base de crits: ¡Zócalo! ¡Zócalo! van voler arrossegar els manifestants cap a la Plaça Central de la Ciutat, que popularment porta aquest nom, i que estava vedada a les protestes des de feia molts anys. Alguns, pocs, els van seguir, però aquest va ser el senyal perquè la policia que encerclava la zona a certa distància, carregués contra tots: els que volien arribar al Zócalo i els que romanien concentrats al míting.

### La repressió
L'actitud de la policia va ser d'una violència mai vista. Centenars, potser milers de manifestants van ser apallissats i detinguts. Algú va dir que els dipòsits per escombraries dels carrers propers estaven plens de pedres que individus no identificats van fer servir per trencar les vitrines de les botigues de luxe de l'Avinguda Juàrez. Aquella nit el local clandestí del Partit Comunista Mexicà va ser intervingut per la policia, i els dirigents que s'hi trobaven, detinguts. D'altres líders comunistes universitaris van ser fets presoners a altres llocs de la ciutat.
Els tres dies que seguiren foren de grans aldarulls per tot el centre de la ciutat. Grups de desconeguts, la identitat dels quals roman desconeguda fins al dia d'avui, seguits de colles nombroses d'estudiants de batxillerat, es van dedicar a incendiar autobusos i a barrar el pas a no pocs carrers del primer cuadro, com s'anomenava aleshores el districte central de la capital. Val a dir que les escoles professionals, tant de la Universitat Nacional Autònoma de Mèxic, UNAM, com de l'Institut Politècnic Nacional, IPN, les dues grans universitats estatals, havien estat situades, des de feia anys, als afores del nucli urbà, a les seves corresponents ciutats universitàries.

### L'exèrcit a la universitat i primers brots organitzatius

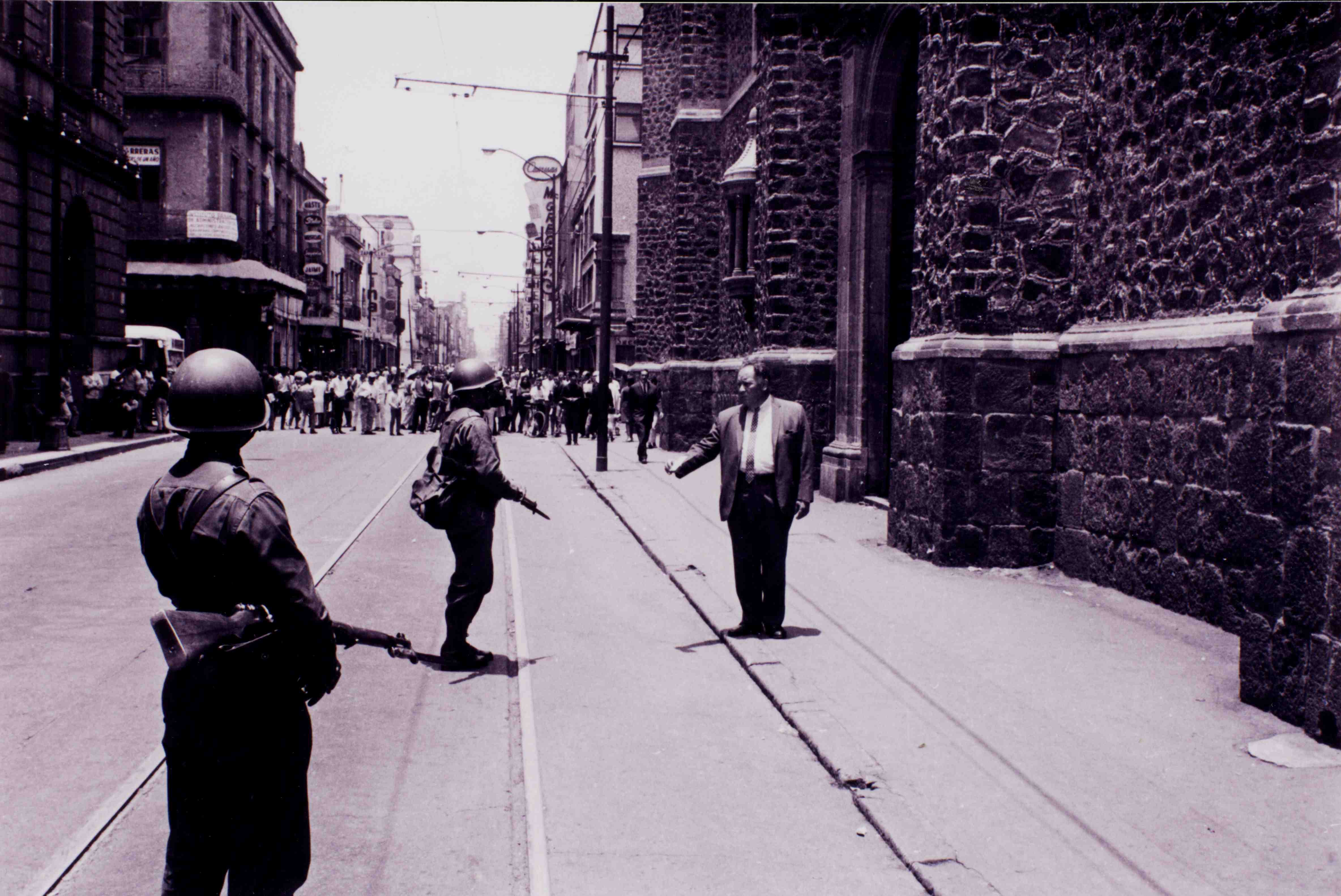
L'exèrcit als carrers, davant de la Preparatòria Nº 1, el 30 de juliol. Un professor -o un policia- s'identifica als soldats, mentre, al fons, els estudiants intenten muntar una manifestació.

Els grups d'activistes d'esquerra es preguntaven què estava passant i qui eren aquella gent. No en sabien res. El dilluns 29 van decidir reunir-se a la Facultat de Filosofia, a la Ciutat Universitària el campus central de la UNAM (CU), per parlar de la situació. Era la primera vegada en la història, en què els dirigents estudiantils universitaris de la UNAM i els dirigents estudiantils politècnics de l'IPN s'aplegaven per parlar. Després de més de quatre hores d'intentar establir l'ordre del dia, a la una de la matinada, arribà la notícia de què l'exèrcit havia sortit al carrer i, amb un tret de canó antitancs, bazuca, havia entrat i ocupat les Preparatòries 1 i 3 de la UNAM, a l'històric edifici colonial de San Ildefonso, matant un cert nombre de nois (mai establert) i violant per primera vegada el principi de l'autonomia universitària que no permet a policies ni militars l'accés a les instal·lacions de la Universitat. Es temia l'arribada d'un moment a l'altre de la tropa a CU. La reunió es va dissoldre ipso facto i els líders presents van sortir immediatament cap a les seves escoles i facultats a organitzar i encapçalar la resistència.

## Primera etapa: Inici i desenvolupament
L'exèrcit, finalment, no va entrar aquella nit a CU, i els aldarulls al centre minvaren. El rector de la UNAM, però, l'enginyer Javier Barros Sierra, el 1r d'agost, va presidir una cerimònia a la gran plaça del rectorat i va hissar la bandera nacional a mig pal, en senyal de dol, en protesta airada per la violació de l'autonomia, vigent des del 1929. I va encapçalar la primera gran manifestació del moviment del 68, sobre l'Avinguda dels Insurgents (una de les principals vies de la Ciutat i, segons alguns, la més llarga del món) fins a la cruïlla amb l'avinguda Fèlix Cuevas. Avui, un monument, amb una pedra volcànica d'una tona, portada des de CU pels joves d'ara, recorda aquell punt, aquella acció i aquella data. Uns hectòmetres més endavant esperava l'exèrcit armat amb tancs i armes pesants. La manifestació va tornar a CU sense que es produïssin enfrontaments. A la plaça del rectorat, aquella nit, els estudiants van fer un gran míting, el primer del moviment.

### Establiment del Plec Petitori i creació del Consell Nacional de Vaga
Els dies que seguiren es feren noves reunions dels dirigents estudiants de les escoles i facultats tant de la UNAM com del IPN. Finalment es feu una crida a la vaga general estudiantil, que havia de ser referendada o rebutjada per cada assemblea general, a cada escola, i començà a prendre forma l'òrgan que hauria de dirigir el moviment: el Consell Nacional de Vaga (CNH per les seves sigles en castellà). Les escoles que varen seguir la consigna de vaga foren totes, 70, i es decidí que cadascuna enviés 3 delegats al CNH, escollits a cadascuna de les assemblees. És a dir, el Consell quedà integrat per 210 membres.
En aquestes reunions complexes, es discutí simultàniament la necessitat urgent de donar forma a aquell esvalot majúscul, però que era un garbuix sense cap ni peus, i es decidí establir de manera fixa i única el plec de demandes del moviment. Es rebutjaren, després de discussions interminables, dotzenes i dotzenes de reivindicacions, i, finalment, el Plec Petitori oficial i definitiu, i que no es modificaria al llarg dels quatre mesos i escaig que durà el moviment, constà dels dels següents sis punts:
1. Llibertat a tots els presoners polítics. (Se'n van comptabilitzar 221).
2. Derogació de l'article 145 del Codi Penal Federal que tipificava el delicte de dissolució social, que perseguia les opinions i actituds contràries al règim.
3. Desaparició del Cos de Granaders, la policia antiavalots.
4. Destitució dels caps de la policia de la Ciutat, Cueto, Mendiolea i Frías.
5. Indemnització als familiars dels estudiants morts i ferits.
6. Establiment de responsabilitats polítiques i penals dels alts funcionaris culpables de la repressió.
Al gran míting de la Plaça de l'Orgue de Campanes al campus de l'IPN, el 5 d'agost, la Direcció del moviment i els seus Objectius havien estat plenament establerts i es van anunciar públicament a la munió dels estudiants presents i a la premsa.

### Composició delCNH
El Consell no va ser integrat sempre pels mateixos delegats. Si bé el nombre total sempre fou, si fa no fa, el mateix, els delegats de cada escola s'anaven substituint, ja fos perquè les seves assemblees els retiraven l'encàrrec i n'elegien de nous, o perquè ells mateixos preferien plegar i amagar-se, fugint a l'interior del país, o fins i tot a l'estranger. D'altres anaven caient de manera regular en mans de la policia i eren empresonats. Foren pocs els que mantingueren la seva representació al llarg dels quatre mesos i una setmana que durà el moviment. Entre ells, s'hi trobava Marcel·lí Perelló i Valls, fill de refugiats catalans. També ho feren d'una punta a l'altre del moviment, Raúl Moreno, de Medicina-UNAM, o Edgar Morales de la Preparatòria 7-UNAM.; Marta Servín de Ciències Biològiques del Poli o César Tirado de l'Escola d'Enginyeria Química, també del Poli.
El CNH estava compost, fonamentalment, per quatre fraccions, poc o molt ben definides. Per una banda hi havia els delegats comunistes, és a dir membres de la Joventut Comunista de Mèxic, JCM, que devien ser una quarantena, tant de la UNAM com del Poli. El líder d'aquesta fracció era en Marcel·lí Perelló, de Ciències-UNAM; també hi exercia una influència molt important, El Buho Eduardo Valle, d'Economia-UNAM. Hi havia, a més, els anomenats concretitos, conformats per antics membres de la JCM, per desplaçats de moviments guerrillers, o, fins i tot, d'ales dissidents del PRI. Representaven una trentena, i eren encapçalats pel Raúl Álvarez Garín, de Físico-matemàtiques, i Sócrates Campos, d'Economia, ambdós del Poli. Per altra banda estaven presents els ultra-esquerrans, trotskistes, maoistes i espartaquistes, tots de la UNAM, i que eren uns vint-i-cinc. Els seus líders eren Roberto Escudero, de Filosofia-UNAM, i Mario Núñez, de Ciències Polítiques-UNAM. Finalment, el grup més nombrós era el d'aquells que no tenien cap filiació política prèvia, que representaven ben bé la meitat del Consell, i que, d'alguna manera, era dirigit per Luis Tomás Cabeza de Vaca, d'Agronomia-Chapingo, i per Salvador Ruiz Villegas, d'Enginyeria-UNAM. Val a dir que les quatre fraccions, sobretot aquesta darrera, anaren canviant al llarg del moviment, sense representar, però, una modificació substancial de la correlació de forces. A la presó, aquesta proporcionalitat, si fa no fa, es mantingué.

## Segona Etapa: Ascens i Diàleg Públic
Seguiren setmanes de creixement vertiginós del moviment. Totes les instal·lacions universitàries i politècniques estaven en mans dels estudiants, excepte els despatxos administratius centrals, les plantes de llum, els centres de salut, la ràdio universitària i la televisió politècnica, que seguiren funcionant amb relativa normalitat. Les premses, les cafeteries i els despatxos administratius de cada facultat, però, foren ocupats. 

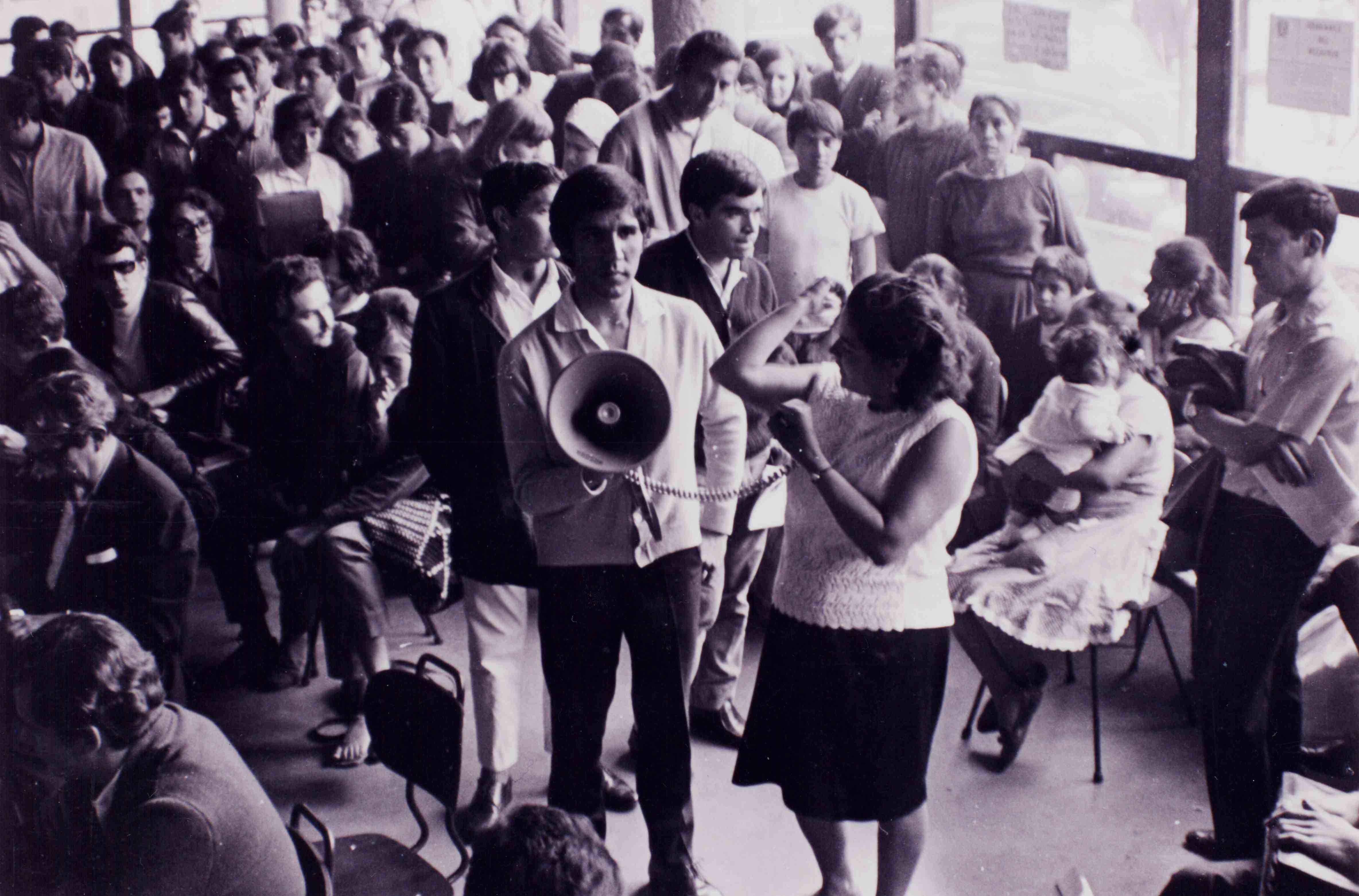
Assemblea permanent a la Facultat de Filosofia, a mitjans d'agost. Al centre, amb megàfon un dels líders principals del Moviment: Luis González de Alba.

Les guàrdies de 24 hores a cada escola eren molt nombroses. A les escoles principals, ciències, filosofia, dret, ciències polítiques i economia a la UNAM, i les enginyeries, economia i fisico-matemàtiques a l'IPN, hi havia l'estat d'assemblea permanent, és a dir un mínim de dues assemblees diàries. Es calcula que cada dia sortien al carrer unes 3.000 brigades, a fer mítings llampec a places i mercats, a repartir pasquins, i a recollir diners de la gent, en llaunes convertides en guardioles. Diàriament es rebien uns 200.000 pesos (uns 13.000 euros en el canvi d'avui) de mitjana. Els brigadistes tenien dret a menjar de franc, mitjançant bonus especials, a les cafeteries col·lectivitzades.
El CNH es reunia cada dia a les deu de la nit, en reunions que sovint acabaven amb la sortida del sol. Les úniques dues seus utilitzades foren medicina, a CU, i físico-matemàtiques de l'IPN, a Zacatenco. Es va decidir no nomenar mai una direcció permanent del Consell. La presidència de les sessions s'elegia cada dia, i els acords es prenien per votació i majoria simple, amb un ordre exemplar i, per què no dir-ho, sorprenent.
Fou al voltant del 10 d'agost que sorgí el que es pot considerar, ben bé, com el setè punt del plec petitori: el diàleg públic. Diversos funcionaris d'alt nivell dins l'organigrama governamental oferiren els seus oficis per tal de xerrar, negociar i trobar una sortida ecuànim al conflicte. Alguns d'aquests governants ho feren de manera oficial i pública, i d'altres per camins discrets i sota la taula.
La qüestió, però, era sempre la mateixa: "parlem-ne i ens en sortirem". Éra la vella trampa que havia muntat el PRI (Partido Revolucionario Institucional), el partit del govern durant els darrers quaranta anys i que havia garantit l'estabilitat política i econòmica del país: L'absorció de la dissidència. Amb tots els moviments socials anteriors, la tècnica era idèntica: xerrem. Si els líders acceptaven, hi havia una alternativa clara: ens entenem i vosaltres sortireu personalment beneficiats: o bé no ens entenem i vosaltres acabareu, personalment, a la presó o sota terra. Si no voleu negociar, sou uns intransigents subversius, terroristes i irracionals,i us anorrearem amb la força de la llei i el beneplàcit de l'opinió pública.
La disjuntiva no era pas senzilla. El CNH, però, trobà una resposta encertadíssima: parlem, sí, però de manera pública. No ens trobarem en cap amagatall ni en privat. Establim un diàleg públic, entre representants del govern i del Consell, a algun lloc prou ample i conegut (podria ser l'estadi olímpic de la Universitat, per exemple) i de manera que les converses siguin transmeses en directe per ràdio i televisió.
Fou una contra-maniobra brillantíssima. A la gent l'entusiasmà i el govern no trobà arguments per negar-s'hi. Tanmateix, òbviament, no l'acceptà.

### Les grans manifestacions

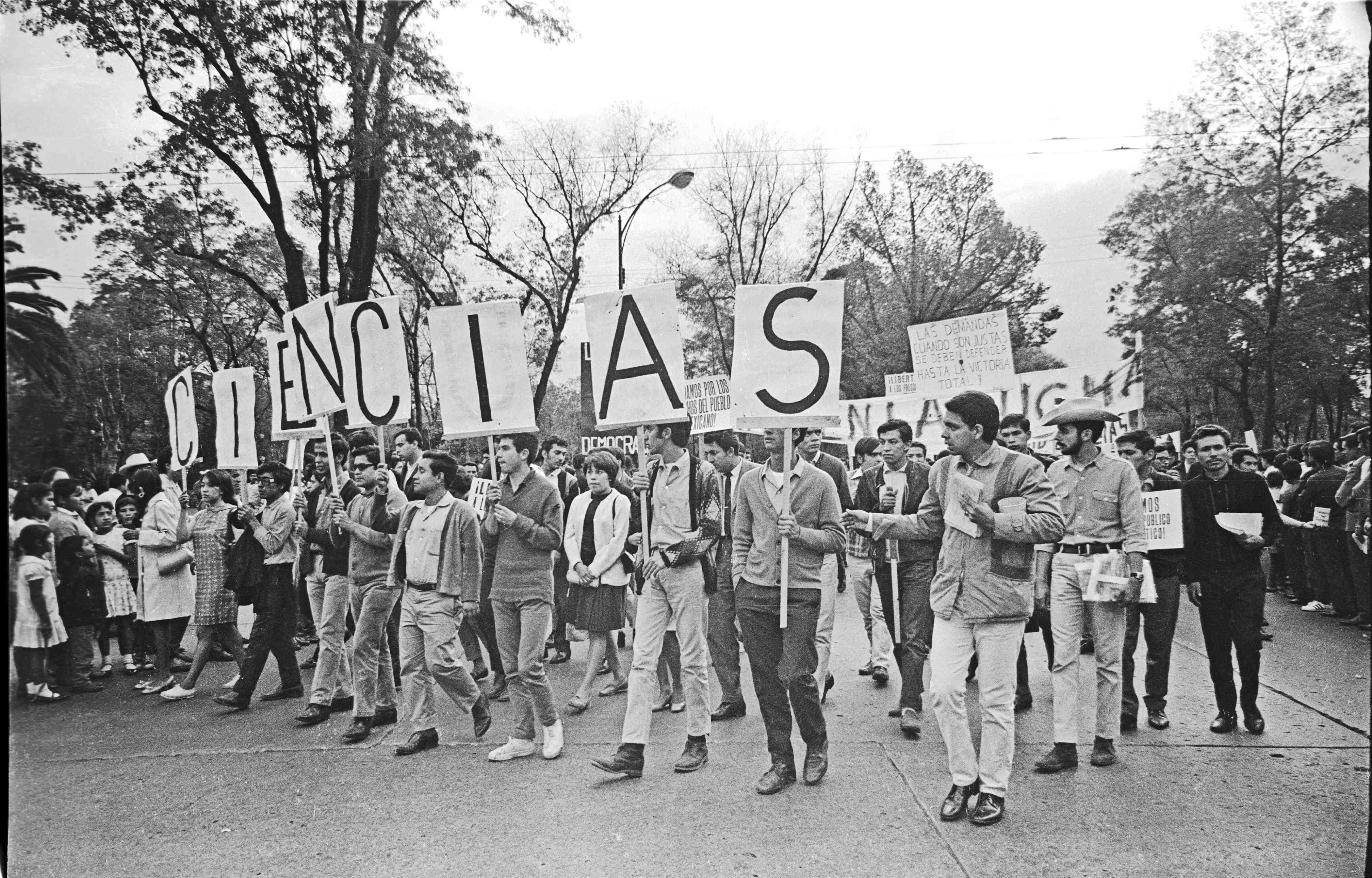
El contingent de la Facultat de Ciències-UNAM, a la manifestació del 13 d'agost.

El 13 d'agost, en ple apogeu, el CNH decideix intentar la conquesta del Zócalo. La manifestació va sortir del Casco de Santo Tomàs, un dels tres campi del Poli, a les cinc de la tarda. Cap dels dirigents va saber preveure l'èxit aclaparador de la convocatòria. Es calcula que hi havia, pel cap baix, uns 100.000 participants, deu vegades més que la més gran de les manifestacions realitzades mai a la història del país. L'exèrcit, que estava a l'aguait, va decidir no intervenir; probablement degut a la magnitud de la protesta. Els helicòpters militars, tanmateix, sobrevolaren el trajecte dels manifestants, rebent una xiulada monumental i no pocs talls de mànega. El míting final, al bell mig de la plaça, es desenvolupà sense incidents. I els estudiants es van dispersar, amb un mal reprimit sentiment d'eufòria. El Zócalo havia estat conquerit. 

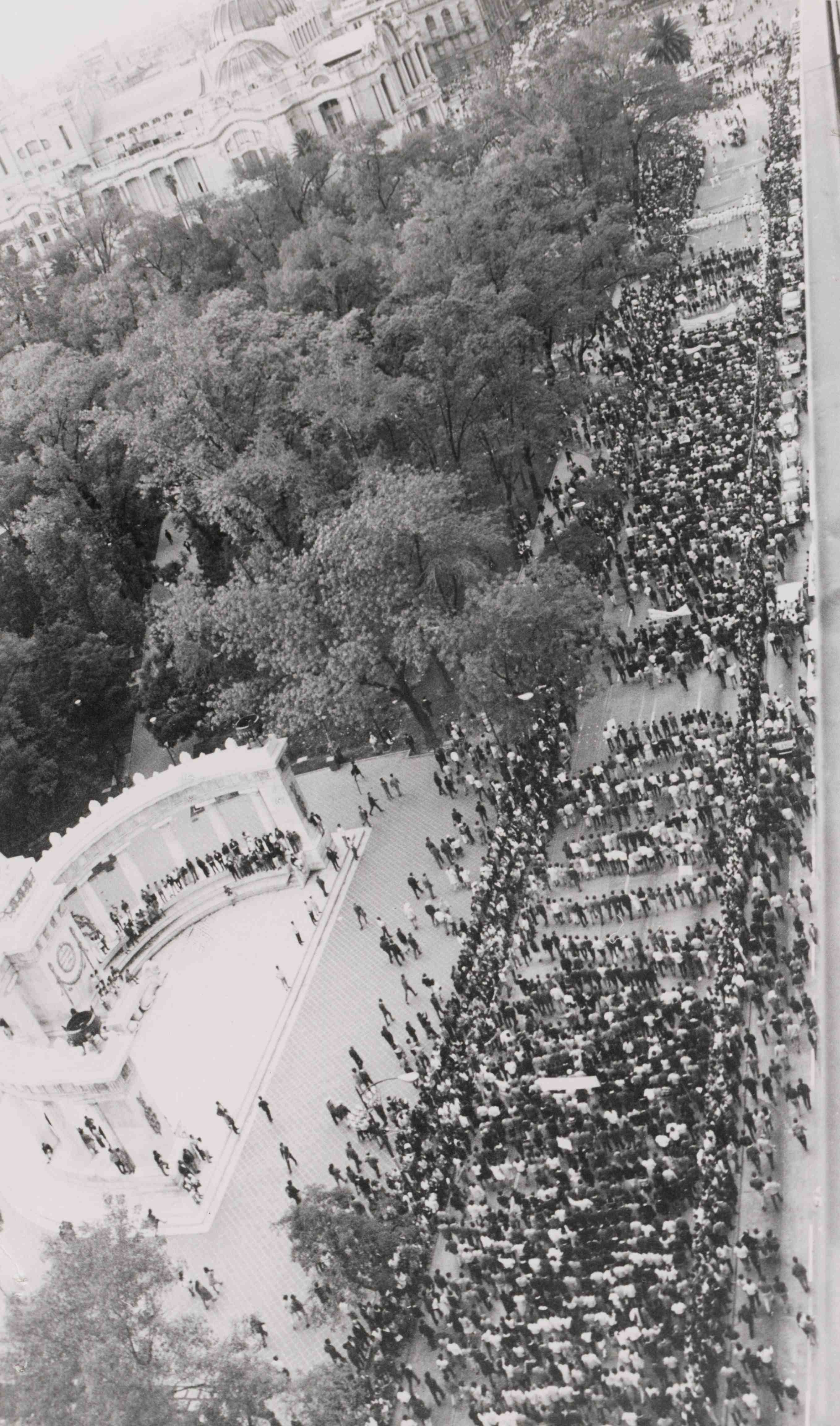
La descoberta de la manifestació del 27 d'agost, sobre l'Avinguda Juárez.

Els dies passaren en una agitació creixent. El 20 d'agost el CNH emplaça als diputats federals a presentar-se a CU per debatre amb els estudiants. Es realitzà un míting enorme, a l'esplanada central del campus, a l'espera dels parlamentaris, que no van comparèixer. En vista de la qual cosa, es convocà una nova manifestació al Zócalo, pel 27 d'agost. Aquesta vegada sortint del Museu d'Antropologia, i recorrent les més emblemàtiques i luxoses avingudes de la Ciutat, al llarg de vuit kilòmetres. El nombre de manifestants va resultar incalculable. Hi eren tots. La xifra que va donar el CNH fou d'un milió de persones, però tot sembla indicar que es va quedar molt curt. Als marxaires pròpiament dits, cal afegir, a més, la multitud que veia passar la demostració des de les voravies, aplaudint i llençant crits d'alè, i que eren, si més no, tants com els altres.
Des dels gratacels que voregen l'avinguda Reforma, i que molts d'ells allotgen dependències oficials, es llançava confeti i serpentines sobre els manifestants. Les consignes més corejades foren: ¡Por el pueblo, contra el gobierno!, ¡Presos políticos libertad! i ¡Prensa vendida!. Per a donar una idea de la magnitud de la munió, val a dir que quan la descoberta de la manifestació va arribar al Zócalo, la plaça ja estava plena de gom a gom. I que en aquell moment, els walkies-talkies van informar que els darrers contingents encara no havien sortit d'Antropologia.

### Elsit-ini la intervenció de l'exèrcit la matinada del 28 d'agost
El míting del 27 va decidir, manipulat pel Sócrates Campos, que l'Informe Presidencial, cerimònia protocol·lària anual, en la qual el President de la República, cada 1 de setembre, ret un balanç de l'estat dels afers públics, davant el Congrés, aquell any tingués lloc al Zócalo, enfront dels estudiants reunits. 

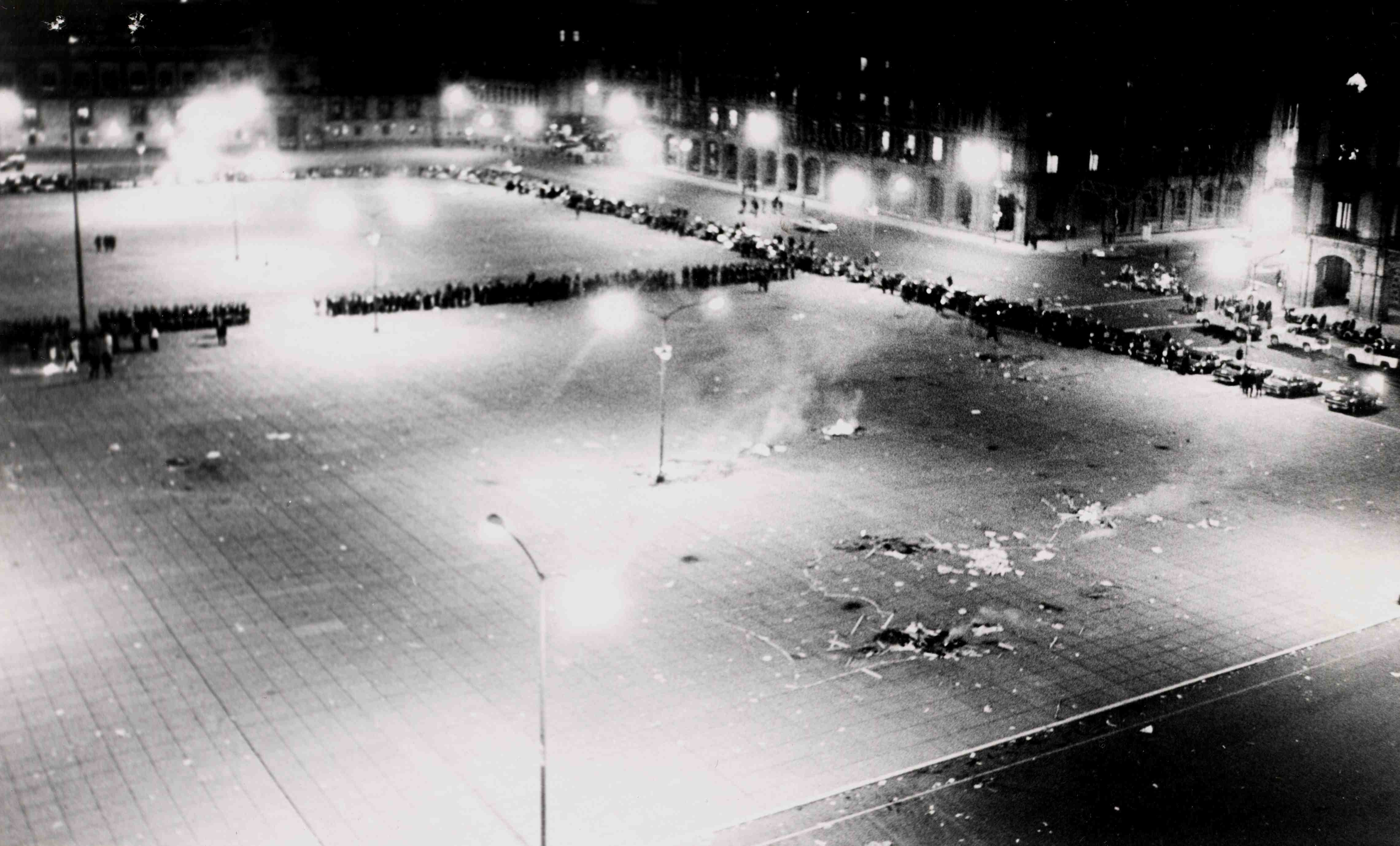
ElZócalo tot just recuperat per l'exèrcit, la matinada del 28 d'agost. S'hi observen, encara, les restes de les fogueres.

 Això fou evidentment una tergiversació dels acords del CNH i una oberta provocació. Els dirigents presents, encara que conscients del que representava, van decidir a peu de tribuna, tanmateix mantenir la convocatòria al sit-in. Cada escola havia d'aportar 60 estudiants que s'anirien rellevant. En total, doncs, foren uns 4,000. Sortiren les flassades, els sacs de dormir i les guitarres. I s'encengueren les primeres fogueres.
A la una de la matinada, però, aparegué l'exèrcit. Els militars van envoltar la Plaça i van comminar les brigades a abandonar-la en quinze minuts. Els nois van organitzar la resistència. Alguns van jeure al mig dels carrers barrant el pas al tancs. Es van llançar alguns petards. L'exèrcit, però, va avançar i va haver alguns trets d'arma de foc. Molts dels presents van ser detinguts, i es parlà de ferits i fins i tot d'algun mort, que no fou mai documentat. A les tres de la matinada el Zócalo era buit i resguardat pels militars.

### El contra-miting governista del 28 d'agost i el "desgreuge a la bandera"
Al matí del 28, mentre els estudiants es reunien a cada escola i facultat, per tal de discutir la nova situació, el govern va intentar una nova maniobra, una "fuite en avant". Va organitzar un contra-miting al mateix Zócalo, al migdia d'aquell dia. El pretext fou que al començament de la magna concentració del dia abans, alguns estudiants varen arriar la bandera nacional que es trobava al pal gegantí del centre de la plaça i hi van hissar la vermella i negre, símbol, a Mèxic, dels moviments de vaga (en principi obrera, però adoptada pels estudiants).

Així doncs varen convocar a una gran concentració en "desgreuge de la bandera" i, òbviament, en contra del moviment estudiantil. Per això transportaren, obligatòriament, a tots els funcionaris i empleats governamentals a reunir-se al Zócalo pel tal "desgreuge". Foren transportats des de cada seu en autobusos, autocars i camions.

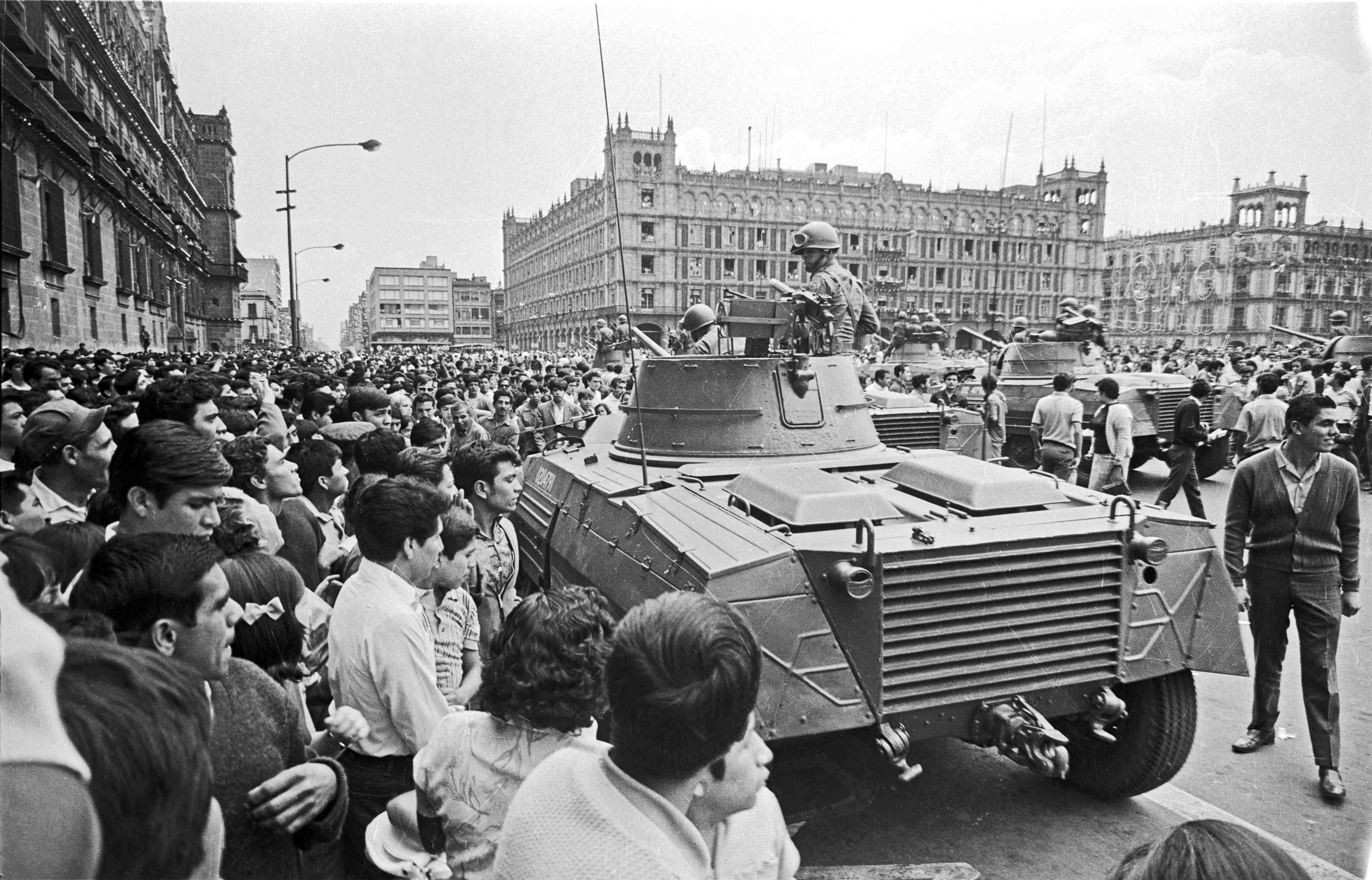
L'exèrcit torna a intervenir, aquest cop per tal de dissoldre una concentració inicialment pensada com de suport al govern.

Des d'aquell moment el desenllaç era perfectamente previsible. Doncs els "burócrates" com s'anomenen familiarment als empleats del govern, anaven cridant: "¡No vamos, nos llevan!, ¡No vamos, nos llevan!", o bé "¡Somo bortregos!, ¡Somos borregos!". Un cop reunits al Zócalo arribà la canalla estudiantil, i començaren a repartir octavetes i a llençar crits en contra del govern, als quals s'hi afegiren, amb força entusiasme, els buròcrates reunits. El resultat fou que el miting pro-governista també va haver de ser dissolt per l'exèrcit (!!!). També va haver-hi trets, ferits i morts. A les quatre de la tarda, la plaça tornava a ser buida, sota vigilància militar.
La jornada del 28 d'agost és considerada per molts dirigents i analistes, com el punt d'inflexió del moviment. És el moment de màxima força. que promet fins i tot passar a una altra etapa, propiamente revolucionària i d'assalt al poder, i per altra banda l'inici del període de repressió "dura" que no minvaria fins al desembre, quan el CNH és dissolt i la vaga s'aixeca.
Malauradament cap organització política ni social del país pogué fer-se càrrec seriosament de la conjuntura francament insurreccional i quasi únanimament suportada pel total de la població.

### La Resistència i la Marxa del Silenci
A partir d'aquell moment la situació canvia radicalment. La repressió s'endureix fins a límits no previsibles. Els estudiants són detinguts de manera massiva. Alguns són caçats i perseguits de manera individual, d'acord amb els arxius de la Dirección Federal de Seguridad, la policia política; d'altres són detinguts pels carrers, una mica a l'atzar. La policia infiltra un nombre important de joves, recrutats expressament, com a provocadors, dins del moviment. S'organitzen bandes armades, paramilitars, que s'enfronten, apallissen, fereixen, i fins i tot maten, als membres de les brigades d'agitadors estudiantils. Són armats el policies de tràfic, els bombers i fins i tot els escombriaires. A la Ciutat de Mèxic, de fet, regna l'estat de setge.
.

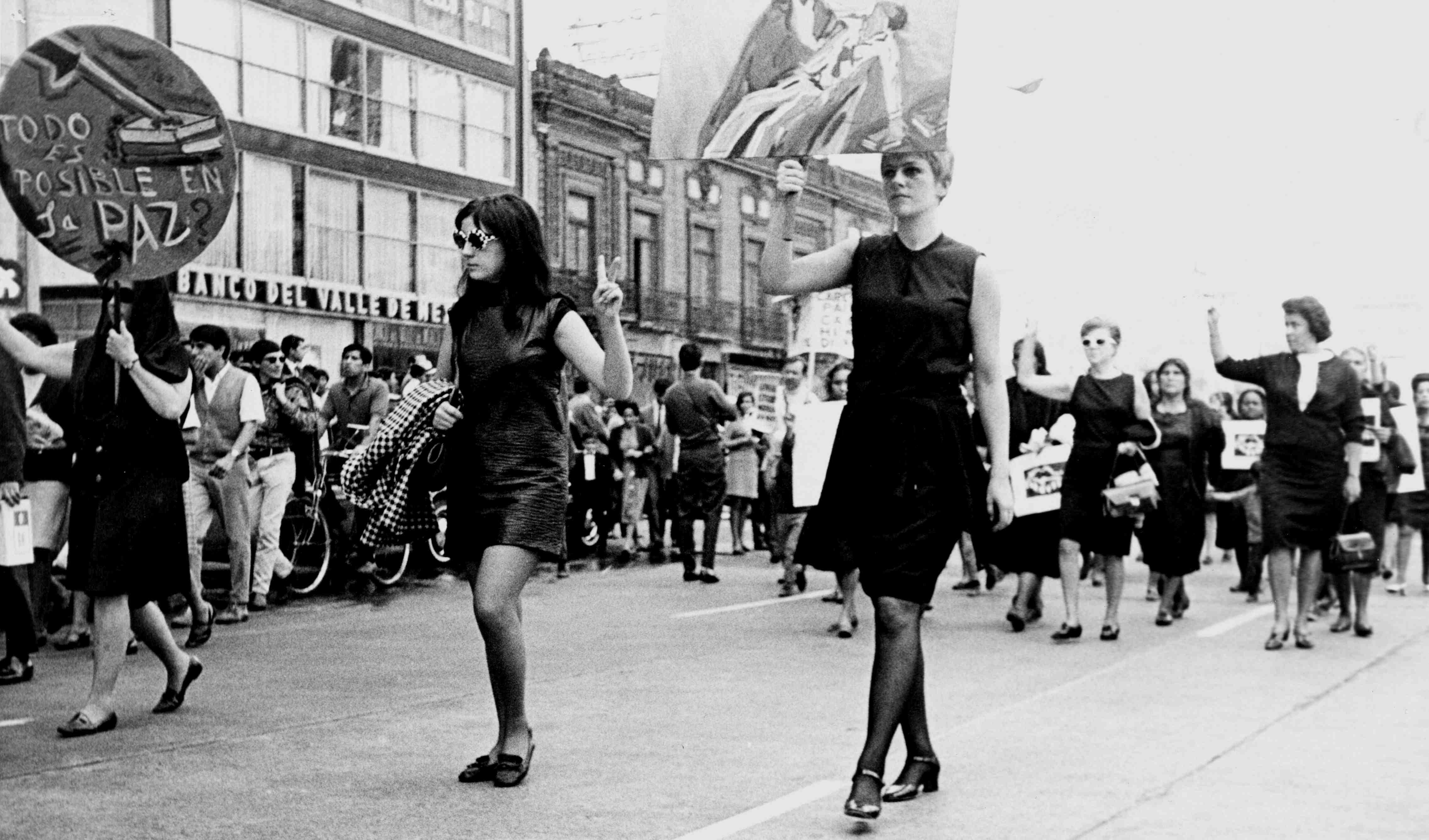
Noies, estudiants i mestres, de l'Escola Nacional de Treball Social, de dol,a la Manifestació del Silenci.(La consigna Todo es posible en la paz que enlaira una de les capdavanteres, éra el lema oficial dels Jocs Olímpics que haurien de començar un mes després a la Ciutat de Mèxic. Hi afegeix un signe de interrogació i la imatge d'una baioneta travessant uns llibres)

Malgrat l'ofensiva policíaca, el moviment no minva. Molts dels estudiants, esporuguits, deserten i ho deixen córrer, és veritat. En romanen d'altres, però. Més decidits i participatius que mai. La repressió atany nivells no coneguts al país. Més d'un noi és tirotejat i assassinat senzillamant per estar fent una pintada. La por creix, i la resistència també. Comencen a sorgir el grups armsts, partidaris de la guerrilla rrvolucionària, dins del moviment. Alguns d'aquesta grups ja existien abans, encapçalats, entre d'altres, per Federico Emery i Ángel Verdugo, de trajectòria maoista, i per Ignácio González, més aviat guevarista.
La tensió és gran. S'espera l'entrada de l'exèrcit a la Ciutat Universitària d'un moment a l'altre. Ja no de la policia. Finalment, en CNH decideix en una maniobra audaç i hàbil, convocar, el 13 de setembre, "la marcha del silencio". Aquesta manifestació fou proposada pe'l Marcel·lí Perelló. inspirada en els "vint-i-cinc anys de silenci" amb motiu del quart de segle de la victòria franquista, i la magna i impactant concentració a Montserrat, i fou durament criticada pels ultra-esquerrans. Finalment, però, després de debats interminables, s'aprovà.
La "manifestación del silencio" fou un èxit aclaparador. Centenars de milers de participants, i altres tants a les voreres, igualment en silenci i amb els punys enlaire, crearen una atmosfera molt emocionant i del tot irrepetible.
Malgrat la gran tibantor regnant, la resposta dels estudiants fou magnífica. Molts dels marxaires portaven la boca tapada amb esparadrap, i únicament se sentia el soroll dels passos sobre el carrer i, de tant en tant, els aplaudiments de la gent que mirava. Reuní a prop de 300.000 manifestants. I l'única intervenció, al Zócalo, fou la llista dels 221 presoners polítics i la resposta, estrident i emocionada, dels assistents: "¡presente"!, un per un. Els manifestants es varen enretirar sense cap aldarull. La sort, però, del moviment estudiantil, estava jugada.

### La festa nacional
El setze de setembre, a Mèxic se celebra cada d'any la festa nacional, aniversari de l'inici de la lluita contra els ocupants espanyols, el 1810, lluita que conduirà, onze anys després, a la independència. Era habitual, fins aleshores, que força gent posés grans banderes mexicanes a les finestres i a les balconades. I, moltes, de petites, voleiant als cotxes. El 1968, però, les banderes desaparegueren com per encanteri. Gairebé no se'n veien. Ningú no havia donat tal consigna. Fou una reacció espontània de la població, que considerà, sense cap mena de dubte, que, en aquella situació, la bandera nacional era un emblema governista. Havia arribat el moment en què el moviment ja anava sol.
Això es confirmà la nit del quinze. Tradicionalment, el President de la República, aleshores Gustavo Díaz Ordaz, surt al balcó central del Palau Nacional, enfront del Zòcalo, i fa el grito, una breu arenga en què recorda els principals herois de la independència i acaba amb tres "¡Viva México!. La multitud respon entusiasta, i en acabat hi ha grans castells de focs. Aquell any, els estudiants varen organitzar el seu propi "grito" a Ciutat Universitaria. El va fer en Heberto Castillo, un mestre destacat dels qui donaven suport al moviment, a través de la Coalició de Professors i Intel·lectuals en Suport del Moviment Estudiantil.
Això no impedí, però, que un nombre considerable de quitxalla, anessin al Zócalo a repartir octavetes i a aixafar la guitarra de la celebració oficial. I, en efecte, quan en Díaz Ordaz sortí al balcó fou rebut amb un xiulada ensordidora, i amb prou feines se sentia el que cridava, malgrat els amplificadors i les bocines gegantines. Amb la cua entre les cames, se'n tornà la interior, mentre a la plaça agafava cada cop més força la gresca llibertària i antigovernista, sota els magnífics focs d'artifici que aquell any semblaven estar també del seu costat. La cosa arribà a tal punt que tots els canals de televisió, enllaçats en cadena única i nacional, transmeteren, òbviament sense anunciar-ho, el "grito" de l'any anterior (!). L'ardit, però, resultà ben obvi, i molta gent se'n va adonar.
L'endemà, el matí del setze, hi ha, també com cada any, la gran desfilada de l'exèrcit, amb tancs, avions i tota la faramalla. Sempre hi havia hagut una autèntica munió de gent, amb globus, trompetes i periscopis de cartró i amb molta canalla sobre les espatlles dels pares, que volia veure passar la parada militar, al llarg dels gairebé sis kilòmetres de recorregut. Calia arribar de matinada si es volia trobar un bon lloc. Aquella vegada, però, els pocs venedors de globus i periscopis es van haver d'entornar sense haver venut la mercaduria. Els soldats anaven marcant el pas, aparentement impassibles, en una atmosfera més aviat desolada.

## Tercera etapa: la Clandestinitat
El divuit de setembre al vespre arribà a Ciutat Universitària una carta oficial de la Secretaria de Governació, amb doble tall. Era la resposta al manifest que havia publicat a la premsa el Consell Nacional de Vaga, en el qual conminava al govern a trobar ràpidament una via per realitzar el diàleg públic i resoldre el conflicte. Afegia que calia tenir en compte que els Jocs Olímpics començarien en tres setmanes, i que seria desitjable que aleshores el moviment hagués ja estat dissolt.
El govern va interpretar el text com una amenaça, i responia que qualsevol intent de sabotejar les Olimpiades seria enfrontat amb tota "la "força de la llei". Tanmateix, afegia que el diàleg sí que podia ser públic, si el contingut de les discussions i dels acords eren difosos per la premsa. Era la primera vegada que els cercles oficials acceptaven, encara que fos en una variant poruga, la idea del diàleg públic. La intenció dels dirigents del CNH era la d'acceptar la iniciativa. No va tenir temps de discutir-la, però. A quarts d'onze d'aquella mateixa nit, l'exèrcit envaí i ocupà Ciutat Universitària.
Un grapat d'estudiants van ser detinguts. D'altres, entre ells els principals dirigents, van poder fugir, ja sia pels carrers i carrerons que envolten el campus pel nord i l'est, sia pel desert volcànic que l'encercle pel sud i l'oest. No són pocs els activistes que, en la seva fugida carregaven els mimeògrafs Gestetner, de 70 o 80 kg.., on s'imprimien les octavetes i que eren 
la sang del moviment.
Dos dies després varen ser ocupats els dos campi del Politècnic. Allí, a diferència del de la Universitat, sí que hi va haver resistència. A base de cops de roc, còctels Molotov, i inclus trets d'arma de foc, els nois varen intentar impedir l'ocupació. La defensa va ser inútil, però.
S'encetava la clandestinitat rigorosa.
No existien ni la internet, ni els telèfons mòbils, ni tan sols els fax. Els telèfons convencionals, amb raó o sense, eren considerats intervinguts. L'estructuració del moviment en aquelles condicions, un cop perdudes les llodrigueres, provà ser un veritable desafiament. La movilitazació continuà, però. Els mime`grafs rescatats començaren a funcionar en domicilis particulars. Ere un veritable problema, però, abastir-los de paper i tinta. I fer arribar les octavetes a les brigades. El moviment no era conspiratitu ni estava preparat per l'actuació clandestina.
Tanmateix, i de manera gairebé miraculosa, l'agitació continuà. La mobilització no minvà. Es realitzaven mitings llampec per tota la ciutat, i s'empregueren iniciatives perquè la delegacions olímpiques que ja es trobaven a Mèxic es neguessin a participar en els Jocs Olímpics que començaven a l'octubre. Únicament els atletes de Txecoslovàquia i d'Italia respongueren parcialment i positiva.
El Consell Nacional de Vaga ja no es podia reunir. Una part minoritària d'ell va decidir, sense l'aprovació dels altres representants, celebrar un míting a la Plaça de les Tres Cultures, a Tlatelolco, a les cinc de la tarda del dimecres 2 d'octubre. La concentració va tenir lloc.

### Tlatelolco
La Unitat habitacional Nonoalco-Tlatelolco fou l'emblema urbanístic del govern mexicà en els anys seixanta, els de l'apogeu econòmic. Construïda sobre una superfície de gairebé 200 hectàrees, sobre el que eren els antics barris pobres del nord de la Ciutat de Mèxic, constaba de 130 grans edificis de pisos, d'entre 6 i 22 plantes, destinats a la classe mitjana-pobre, envoltats de jardins magnífics i amples zones de serveis. La travessen tres gran avingudes i centenars de vies, tan vehiculars com pietonals. L'obra fou dirigida pel célebre arquitecte Mario Pani. Era la Brasília mexicana, tant per la magnitud, com per la concepció arquitectònica funcional, agosarada i vanguardista. Aquest cop, però, al bell mig de l'antiga megalòpolis.
Tlatelolco havia estat una de les principals ciutats índies des del segle xiv. Fou sotmesa pels asteques de Tenochtítlan. Mantingué, però la seva predominança en el comerç. Les descripcions que fan el conqueridor Hernán Cortés i el cronista Bernal Díaz del Castillo del mercat central de Tlatelolco, deixen esmaperdut. Allí tingué lloc la darrera gran batalla contra els ocupants espanyols, el 13 d'agost de 1521. Hi fou capturat l'emperador, Cuauhtémoc, després torturat i penjat.
Amb motiu de les excavacions realitzades el 1960 en la construcció de la unitat habitacional, aparagueren una munió de restes de l'antiga ciutat. Es decidí respectar i restaurar les més importants, i es creà l'avui anomenada Plaça de les tres cultures, nom que fa referència a les runes índies, a l'església colonial de Santiago Tlatelolco, que es manté dempeus en bon estat, i als edificis moderns. Sobretot a la seu del Ministeri d'afers exteriors, construcció magnífica que domina tot el panorama. Malgrat que es troba al límit sud del conjunt, constitueix avui el melic, l'espai central de tot el complex.

### 2 d'octubre

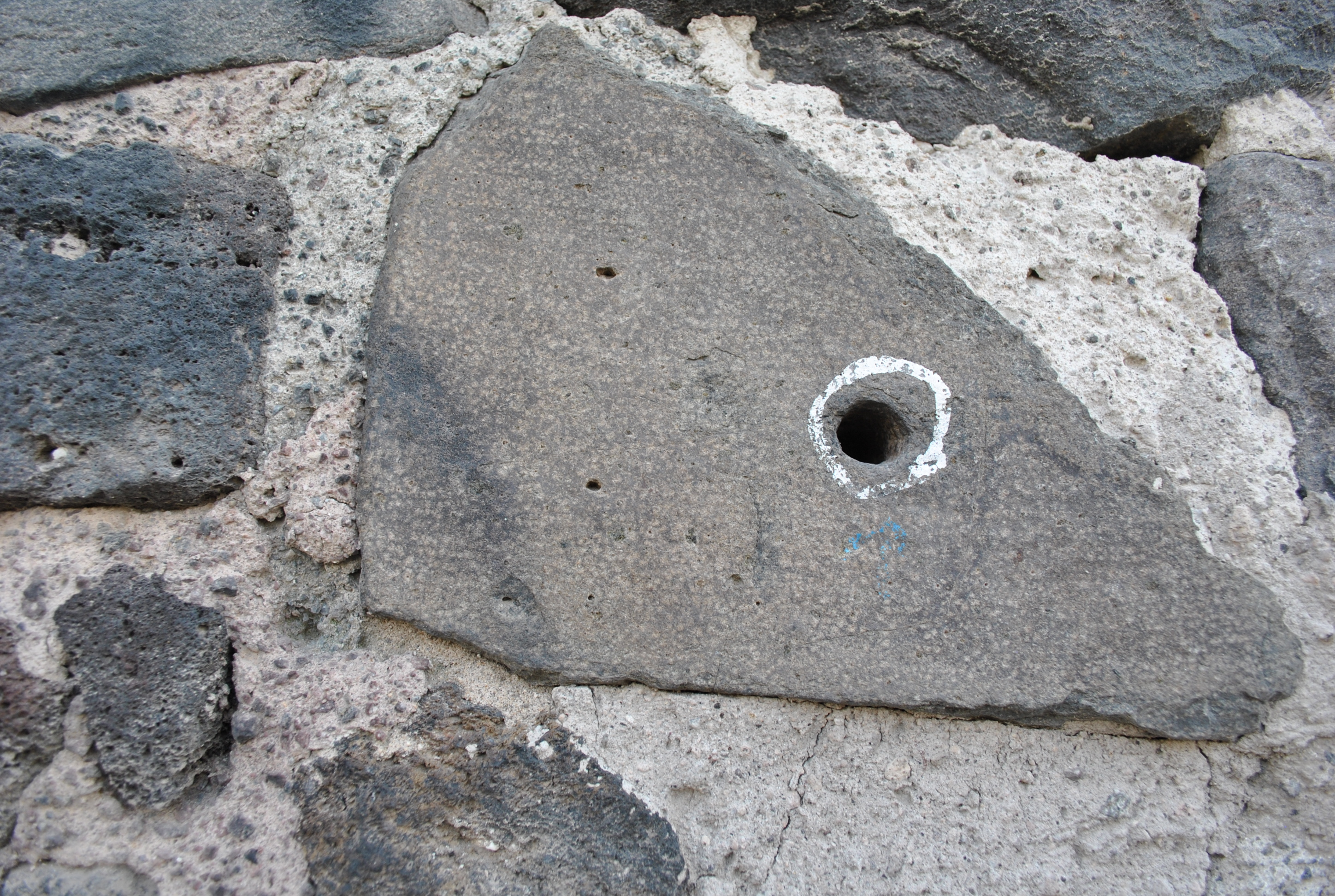
Forat de bala a la paret del Temple de Santiago Tlatelolco.

#### Repressió o Provocació?
Testimonis recents -Marcel·lí Perelló, de Ciències, o Enrique Leff de Químiques- han afirmat que un sector del CNH sabia que aquella tarda al mítin "hi hauria trets". Fins avui no s'ha aclarit la responsabilitat d'aquests sectors sobre "aquells trets". De fet a dues concentracions anteriors i recents al mateix lloc ja hi havia hagut espatecs, ferits, i algun mort.
Respongué a la convocatòria un nombre considerable de persones. La majoria, probablement, estudiants. Eren uns 3.000, xifra que, donades les circumstàncies, era realment sorprenent. La tribuna, i els altaveus van ser col·locats a la tercera planta de l'Edifici Chihuahua, la gran balconada del qual dona sobre la gran plaça. El mitin tenia com objecte inciar una marxa vers les instal·lacions del campus de Santo Tomàs del IPN, al barri de Tacuba, no gaire lluny d'allí. La presència amenaçadora de gran nombre d'efectitus de les diverses policies i de l'exèrcit als voltants. però, van fer que els organitzadors desistissin del projecte inicial i deixar-ho tot en una concentració més de protesta. Així ho van annunciar als assistents. El mitin pròpiament dit, convocat a les cinc de la tarda, va començar com a tal a un quart de sis.
Van parlar alguns del líders del CNH, no pas els més importants. L'únic realment destacat fou el Sócrates Amado Campos Lemus, que poc després va ser gairebé de manera unánim, considerat com un agent provocador. Quan mancaven nou minuts per 1/4 de 7, dos llums de baengala van solcar el cel, llençats des del darrere de l'església. En aquell moment l'exèrcit carregà. Infanteria a peu i cavalleria militaritzada a bord de carros blindats i artillats. Immediatament començaren els trets. Perelló va sostenir en una entrevista a la televisió holandesa pocs dies després, que l'exèrcit havia començat disparant salves, i que únicament quan va ser blanc de les bales que arribaven dels terrats dels edificis que envolten la plaça i de l'església. Aquest fet ha estat posat en dubte pel mateix Perelló (no pas desmentit), perquè malgrat que hi ha altres testimonis confiables que asseguren el mateix, els militars no ho han confirmat mai.
De sobte tota la plaça es convertí en un infern. Els assistents corrien enfollits tractant de posar-se a segur. Els espatecs venien de totes bandes, amb un terrabastall eixordador. Els soldats a peu es protegiren rere els petits murs, que els serviren de trinxera, dels trets que els eren dirigits. Simultàniament feu la seva aparició un element insòlit i durant molt de temps no identificat: el ''Batalló Olímpia''.

#### El Batalló Olímpia
Una munió de personatges insòlits es trobaven barrejats -és un dir- amb els assistents i, sobretot entre els líders, a la balconada del Chihuahua. Tots eren homes, entre 30 i 50 anys, amb el cabell molt curt. Era prou evident que es tractava de policies o militars. No observar-ho, o no fer-hi cas, fou una badada gravíssima dels dirigents. Quan esclataren els llums de bengala, aquests individus es posaren un guant blanc a la mà esquerra i tragueren armes curtes de gran calibre (esquadres 38 i 45). Hi ha qui diu que varen començar a disparar indiscriminadamente de seguida. Hi ha, en canvi, qui afirma que el primers trets vingueren d'una altra banda.
De seguida un xàfec de bales caigué sobre la tribuna. Els del "Batalló Olímpia" encanonaren als estudiants de la tribuna, líders i escapolits, els obligaren a jeure per terra i ells mateixos s'ajupiren. Cridaven a cor: "Batallón Olimpia"! mentre aixacaven les mans amb el guant blanc. Alguns guants blancs disparaven contra qui sap qui, l'exèrcit uniformat respongué al foc. Inclús els canons dels carros blindats obriren foc sobre els edificis. La plaça esdevingué un infern. Quan els trets minvaren, els del "Batalló Olímpia" detingueren als estudiants de la tribuna i als que, de la plaça estant no havien fugit, sia perquè no havien pogut o bé perquè havien decidit protegir tant com poguessin al "CNH".
Durant molt de temps -vint anys- es va creure que el "Batalló Olímpia" Estava integrat per sicaris mercenaris o per elements d'algun cos policiac. A començaments, però, dels anys 90 es va aclarir que constituïen un cos regular de l'exèrcit, expressament constituït per tal de garantir la "seguretat" dels Jocs Olímpics, i molt específicament, per impedir que els estudiants intentessin sabotejar-los. Cap dels estudiants que es trobaven a la tribuna fou ferit. Tots foren detinguts.

#### Els mocadors blancs
Molts dels testimonis presents aquella nit afirmaren que no tots els civils armats duien un guant blanc a la mà esquerra. N'hi havia coincideixen no pas pocs, que portaven un mocador -blanc- que els enbolicava la mà. El comandant en cap del "Batalló Olímpia" declarà poc abans de morir el 1994, que cap dels seus homes havia fet servir mocadors. Qui eren doncs aquests empistolats que harien volgut fer-se passar per membres de l'Olímpia?